# Ras al-Ayn District
Ras al-Ayn District (arabiska: منطقة رأس العين) är ett distrikt i Syrien.   Det ligger i provinsen al-Hasakah, i den nordöstra delen av landet, 500 kilometer nordost om huvudstaden Damaskus.
Trakten runt Ras al-Ayn District består till största delen av jordbruksmark. Runt Ras al-Ayn District är det ganska tätbefolkat, med 179 invånare per kvadratkilometer.